# زاندام

موقع بلدية زانستاد بهولندا

زاندام (نطق هولندي: [zaːndɑm]  ( أنصت)) (وتعني سد نهر زان) هي مدينة في هولندا، مقاطعة شمال-هولندا. وهي المدينة الرئيسية في بلدية زانستاد، وتلقت حقوقها المدينية في عام 1811. وتقع على نهر زان، بالقرب من قناة بحر الشمال، وأمستردام.

## توأمة
لزاندام اتفاقيات توأمة مع:
- بولون-بيانكور

## أعلام
- بيتر بليكر
- جوني ريب
- رونالد كومان
- ماركوس باكر
- إروين كومان
- أوغوزخان أوزيعقوب